# Стена на скръбта
Стената на скръбта в Москва е паметник, посветен на жертвите на политическите репресии в СССР.
Създаден е по проект на скулптора Георги Франгулян и архитекта Андрей Франгулян, открит е на 30 октомври 2017 година на пресечката на улица „Садово-Спаска“ и проспект „Академик Сахаров“.
Изграждането на паметника е разпоредено от президента Владимир Путин през 2014 г. Изграждането му струва около 6 милиона долара. Паметникът е с височина 6 метра и дължина 35 метра, като представлява двустранен барелеф, изработен от 80 тона бронз и изобразява устремени нагоре човешки фигури. Те са около петстотин и са изобразени схематично без черти на лицата. В стената има отвори във формата на човешки силуети, през които могат да преминават хората, които искат да се почувстват на мястото на жертвите. На откриването на паметника на 30 октомври 2017 г. вземат участие президентът на Русия Владимир Путин, кметът на Москва Москвы Сергей Собянин и патриархът на Русия Кирил. Присъства и вдовицата на Александър Солженицин.